# جورج فريدريك ويليم بوريل
جورج فريدريك ويليم بوريل (بالهولندية: George Frederik Willem Borel)‏ هو كاتب هولندي، ولد في 22 أغسطس 1837 في ماستريخت في هولندا، وتوفي في 4 أغسطس 1907 في باد ناوهايم في ألمانيا.